# 第六大陸
『第六大陸』（だいろくたいりく）は、小川一水による2003年刊のSF小説。早川書房よりハヤカワ文庫として全2巻刊行。第35回星雲賞日本長編部門の受賞作。一般にハードSFとして分類される。

## 概要
近未来の月開発をテーマにした、小川の得意とする技術系SFである。タイトルは、月を5大陸に続く（南極大陸に代わる）第6の大陸と位置づけたものである。
早川書房からの小川初の単行本である。近年のハヤカワ文庫では珍しいカラー口絵付きで、カバー表紙絵と共に、『プラネテス』で知られる幸村誠が描いている。

## あらすじ
2025年。化石燃料の枯渇が深刻な問題となった結果、世界各国が平和主義路線を歩み始めた時代。レジャー用の深海交通艇が南沙諸島の海底を航行し、海底にドーム型都市が造られる近未来。
25歳にして世界トップレベルの建築技術を誇る御鳥羽総合建設の俊英である青峰走也（あおみね そうや）は、月に結婚式場を建設するという途方も無い計画を実現するため、依頼主であるレジャー企業エデン・レジャーエンターテイメント社会長・桃園寺閃之助（とうえんじ せんのすけ）の孫娘・桃園寺妙（とうえんじ たえ）を伴い月に向かう。
完成および運用までの12年に及ぶ歳月のなかで、走也と妙は月と地球、その間に広がる宇宙で様々な経験を積んで、成長していく。

## 受賞
- 2003年「おすすめ文庫王国　今年の収穫ベストテンSF部門」10位[2]
- 2004年 『SFが読みたい!』ベストSF2003 国内篇2位
- 2004年 第35回星雲賞 日本長編部門

## 書誌情報
- 『第六大陸 1』（早川書房 ハヤカワ文庫JA、2003年6月、ISBN 4-15-030727-X）
- 『第六大陸 2』（早川書房 ハヤカワ文庫JA、2003年8月、ISBN 4-15-030735-0）

## 漫画
ウェブコミック誌『FlexComixネクスト』（フレックスコミックス）で2008年12月9日更新号から2010年11月22日更新号まで全22話の連載が行われた。作画は吉祥寺笑。単行本は全5巻。
- 『第六大陸 01』（ソフトバンク クリエイティブ Flex Comix、2009年06月11日、ISBN 978-4-7973-5499-7）
- 『第六大陸 02』（ソフトバンク クリエイティブ Flex Comix、2009年08月11日、ISBN 978-4-7973-5562-8）
- 『第六大陸 03』（ソフトバンク クリエイティブ Flex Comix、2009年12月11日、ISBN 978-4-7973-5756-1）
- 『第六大陸 04』（ソフトバンク クリエイティブ Flex Comix、2010年04月10日、ISBN 978-4-7973-5918-3）
- 『第六大陸 05』（ほるぷ出版 Flex Comix、2012年06月20日、ISBN 978-4-5938-5697-8）

## 他作品への登場
山本弘のSF小説『去年はいい年になるだろう』では、2001年の小川一水が登場しこの作品の構想を語っている。ただし物語中では、歴史改変により小川は執筆を断念している。